# Ptychocoleus coroniformis
Ptychocoleus coroniformis là một loài Rêu trong họ Lejeuneaceae. Loài này được T. Kodama & N. Kitag. mô tả khoa học đầu tiên năm 1974.